# Лозоватка (Луганская область)
Лозоватка (укр. Лозуватка) — село, относится к Старобельскому району Луганской области Украины.
Почтовый индекс — 92755. Телефонный код — 6461. Занимает площадь 0,223 км². Код КОАТУУ — 4425183503.

## Местный совет
92755, Луганська обл., Старобільський р-н, с. Малохатка, вул. Леніна, 20  (укр.)